# 京都府立盲・聾学校舞鶴分校
京都府立盲・聾学校舞鶴分校（きょうとふりつ もう・ろうがっこう まいづるぶんこう）は、京都府舞鶴市にある府立特別支援学校。
京都府北部在住の視覚や聴覚などに障害を抱える児童・生徒が主に学び、同一校舎内に併設の形をとっている。なお本校は京都市内にある。
舞鶴分校盲学校は2011年4月より休校中である。

## 所在地
- 〒624-0853 京都府舞鶴市字南田辺83番地

北緯35度26分51.8秒 東経135度20分0.8秒 / 北緯35.447722度 東経135.333556度
舞鶴若狭自動車道 舞鶴西IC から約10分。
JR西日本 舞鶴線 西舞鶴駅 から車で約5分。

## 設置学部

### 盲学校
- 幼稚部
- 小学部

### 聾学校
- 幼稚部
- 小学部

### その他
- 早期教育相談
- 交流教育、居住地校交流

## 歴史
- 1952年（昭和27年）6月16日 - 開校。
- 1952年（昭和27年）10月31日 - 現在地に移転。
- 1953年（昭和28年）4月15日 - 寄宿舎開設。
- 1971年（昭和46年）4月1日 - 聾学校に幼稚部開設。
- 1977年（昭和52年）4月1日 - 盲学校に幼稚部開設。
- 1985年（昭和60年）4月1日 - 中学部を廃し本校に統合。
- 2011年（平成23年）4月1日 - 盲学校休校。